# 스프링스 (음악 그룹)
스프링스는 대한민국의 음악 그룹이다. 2019년 디지털 싱글 앨범 [괜찮아]로 데뷔했다.

## 방송
- 락쿵 (2022) - Top47

## 공연
- 싸벤져스 (2018)
- 스페이스브릭 밴드위크 -［분리수거x사운드박스x스프링스x황동연］콘서트 (2021)
- 2022 동두천 락 페스티벌 (2022)
- 경기인디뮤직페스티벌 2022 - 김포 (2022)
- 2023 경록절 마포르네상스 (2023)
- 오렌지팡팡보이즈(OFFB) 밤시리즈 3번째 (2023)
- 스프링스 단독콘서트_입춘 [두번째 봄] (2024)
- 2025 신촌 카운트다운 콘서트 (2024)
- Happy New Rock'n'Roll (2025)
- 스프링스 단독콘서트 2025 입춘:다시 또 봄 (2025)

## 수상
- 인디스땅스 2위 (2021)
- 버스커즈 월드컵 IN광주 뮤지션상 (2022)